# Francesco La Vega
Pour les articles homonymes, voir La Vega.
Francesco La Vega, né le 25 juin 1735 à Rome et mort le 24 décembre 1804 à Portici est un ingénieur militaire et un archéologue espagnol.
De 1780 à 1797, il est directeur des fouilles sur le site de Pompéi où il met au jour de nombreux monuments, tenant un journal de fouilles détaillé et  levant le premier plan du site.

## Biographie
Francesco La Vega naît le 25 juin 1735 à Rome. Il devient officier du génie dans l'armée, formation qui s'avérera utile quand il devra conduire des fouilles en souterrain.
Lorsque Roque Joaquín de Alcubierre, directeur des fouilles de Pompéi, meurt en 1780, La Vega, qui était son adjoint, lui succède à ce poste. Il est lui-même remplacé par Christophe Saliceti.
Francesco La Vega meurt le 24 décembre 1804 à Portici.

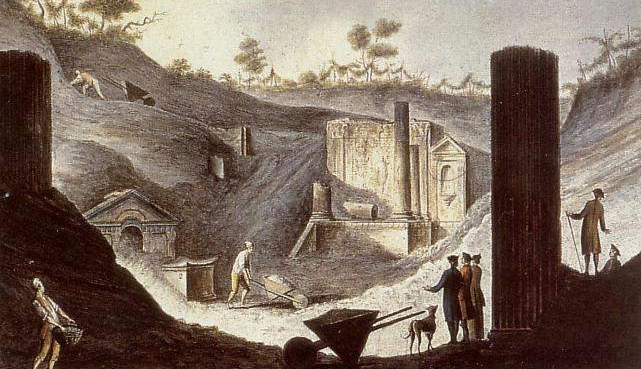
Vue d'artiste des fouilles du temple d'Isis.

Ses méthodes d'investigation, inconcevables au XXIe siècle, sont pourtant habituelles à son époque — les bâtiments gênants sont arbitrairement détruits sans fouilles préalables et les structures paraissant sans intérêt sont ignorées — même si elle suscitent déjà quelques critiques.
Parallèlement, il est l'un des premiers archéologues à tenir un journal de fouilles rigoureux, document précieux pour retrouver des monuments disparus depuis, et il dresse un premier plan de Pompéi. En outre, il manifeste un intérêt, rare à son époque, pour les découvertes non artistiques (tableaux, céramiques, statuaire...) ; c'est ainsi qu'il découvre et identifie un pressoir vinicole. Enfin, il pressent, le premier, l'intérêt du site pour des visiteurs.
Frencesco La Vega met au jour plusieurs monuments de Pompéi, dont le temple d'Isis, le théâtre, la villa des Diomèdes et le forum triangulaire.